# راتوشا (إيفانو فرانكيفسك)
راتوشا-إيفانو فرانكيفسك (بالأوكرانية: Івано-Франкивська ратуšа، مبنى بلدية إيفانو فرانكيفسك) هو مبنى مكون من عدة طوابق يقع في وسط مدينة (المدينة القديمة) إيفانو فرانكيفسك، بأوكرانيا. كانت الراتوشا بمثابة مبنى بلدية (تُعرف باسم «راتهاوس» في اللغة الألمانية و«راتوش» في اللغة البولندية، ومنهما اشتُق الاسم) وتضم حالياً متحف التاريخ الإقليمي والحرف والثقافة في إيفانو فرانكيفسك ومنصة مراقبة. وهي تقع في وسط المدينة في ساحة السوق (بلوشتشا راينوك بالأوكرانية).
وتعتبر مبنى البلدية الوحيد في أوكرانيا المبني على طراز آرت ديكو (المنتمي إلى عمارة الحداثة). وضع المهندس المعماري البولندي ستانيسواف تريلا التصميم الحالي في عشرينيات القرن العشرين، في حين شُيد المبنى الأصلي عندما تأسست المدينة في القرن السابع عشر. بُني المبنى بحيث يُخلد من المنظر العلوي الوسام البولندي، وسام البسالة العسكرية [الإنجليزية].